# Švabska
Švabska (nemško Schwaben ali Schwabenland) je zgodovinska in jezikovna pokrajina v Nemčiji, poimenovana po ljudstvu Švabov in ki obsega velik del današnje zvezne dežele Baden-Württemberg. V srednjem veku so k Švabski spadala področja današnjega Badna, Predarlske, Alzacije, Lihtenštajna in nemško govorečega dela Švice. Danes formalno ne obstaja in njene meje niso enoznačno (jasno) določljive.

## Švabska vojvodina
Švabska vojvodina je bila glavna od političnih enot, v katere se je razdrobila Švabska dežela. Vladali so ji Hohenstaufen.
Vojvode Švabski so bili vladarji vojvodine Švabske in postali zadnja velika dinastija nemških cesarjev Hohenstaufen. Švabska je bil ena od petih matičnih vojvodin srednjeveškega nemškega cesarstva, njeni knezi so bili tako med najmogočnejšimi v Nemčiji. Najpomembnejša družina so bili Hohenstaufen, ki so, s kratko prekinitvijo, obstajali od 1079 do 1268. Večino tega obdobja, so bili tudi sveti rimski cesarji. S smrtjo Konrada IV., zadnjega vojvode Hohenstaufen, je vojvodina razpadla, čeprav je kralj Rudolf I. poskušal oživiti za svojo habsburško družino v poznem 13. stoletju.